# El Barraco
El Barraco é um município da Espanha na província de Ávila, comunidade autónoma de Castela e Leão. Tem 153 km² de área e em 2021 tinha 1 973 habitantes (densidade: 12,9 hab./km²).

## Demografia
| Variação demográfica do município entre 1991 e 2004 | Variação demográfica do município entre 1991 e 2004 | Variação demográfica do município entre 1991 e 2004 | Variação demográfica do município entre 1991 e 2004 |
| --------------------------------------------------- | --------------------------------------------------- | --------------------------------------------------- | --------------------------------------------------- |
| 1991                                                | 1996                                                | 2001                                                | 2004                                                |
| 2047                                                | 2010                                                | 2043                                                | 2090                                                |